# Halosydnella galapagensis
Halosydnella galapagensis är en ringmaskart som först beskrevs av Monro 1928.  Halosydnella galapagensis ingår i släktet Halosydnella och familjen Polynoidae. Inga underarter finns listade i Catalogue of Life.